# Сермизи, Клоден де
Клоде́н де Сермизи́, также Клод де Сермизи (фр. Claudin de Sermisy, Claude de Sermisy; ок. 1490 года — 13 октября 1562, Париж) — французский композитор.

## Жизнь и творчество
Впервые упоминается в 1508 как певчий королевской капеллы Сент-Шапель (Париж). В 1510 году был солистом в капелле Анны Бретонской; после её смерти — при дворе Людовика XII, а затем Франциска I. Вместе с Жаном Мутоном пел на похоронах Людовика XII, во время встречи папы Льва X и Франциска I (1515 год) и во время встреч Генриха VIII и Франциска I (1520 и 1532 гг.). В 1533 году стал заместителем придворного капельмейстера и до конца жизни был связан с часовней Сент-Шапель, где и был похоронен.
Автор двенадцати месс и заупокойной мессы (реквиема), магнификатов на каждый из восьми псалмовых тонов, страстей по Матфею, Плача пророка Иеремии (ламентаций), 78 мотетов (преимущественно на тексты Псалтири). Был также широко известен как автор многоголосных строфических песен — шансон (всего около 175, из них более 20 на стихи К. Маро).
Большинство месс Сермизи — яркие образцы типичных для того времени пародий. Мессы «Domine quis habitabit», «Domini est terra», «Quare fremuerunt gentes» и «Tota pulchra es» основаны на его собственных мотетах. «Месса из многих мотетов» («Missa plurium motetorum») основана на музыкальном материале прежде созданных мотетов разных композиторов — Жоскена, Гасконя (Gascongne), Конселя (Conseil), Февена (Févin), неизвестного автора и самого Сермизи. В основе «Мессы из многих напевов» («Missa plurium modulorum») лежат светские модели (шансон разных композиторов, в том числе «J’ayme bien mon amy» и «Jouyssance vous donneray» самого Сермизи). Более традиционна месса «на девять чтений» («Missa novem lectionum»), основанная на григорианских хоралах.
Популярность шансон Сермизи обеспечили ясность музыкальной формы (иногда — простые четырёхтакты), склонность к функциональному выделению верхнего голоса (наподобие мелодии в позднейшем гомофонно-гармоническом складе), отсутствие экспериментальных «сложностей» в гармонии и ритме. Наиболее известна шансон Сермизи «Tant que vivray» («Пока живу в расцвете лет»), а также «Tu disoys que j’en mourroys», «Joyssance vous donneray», «Languir me fait».

## Рецепция

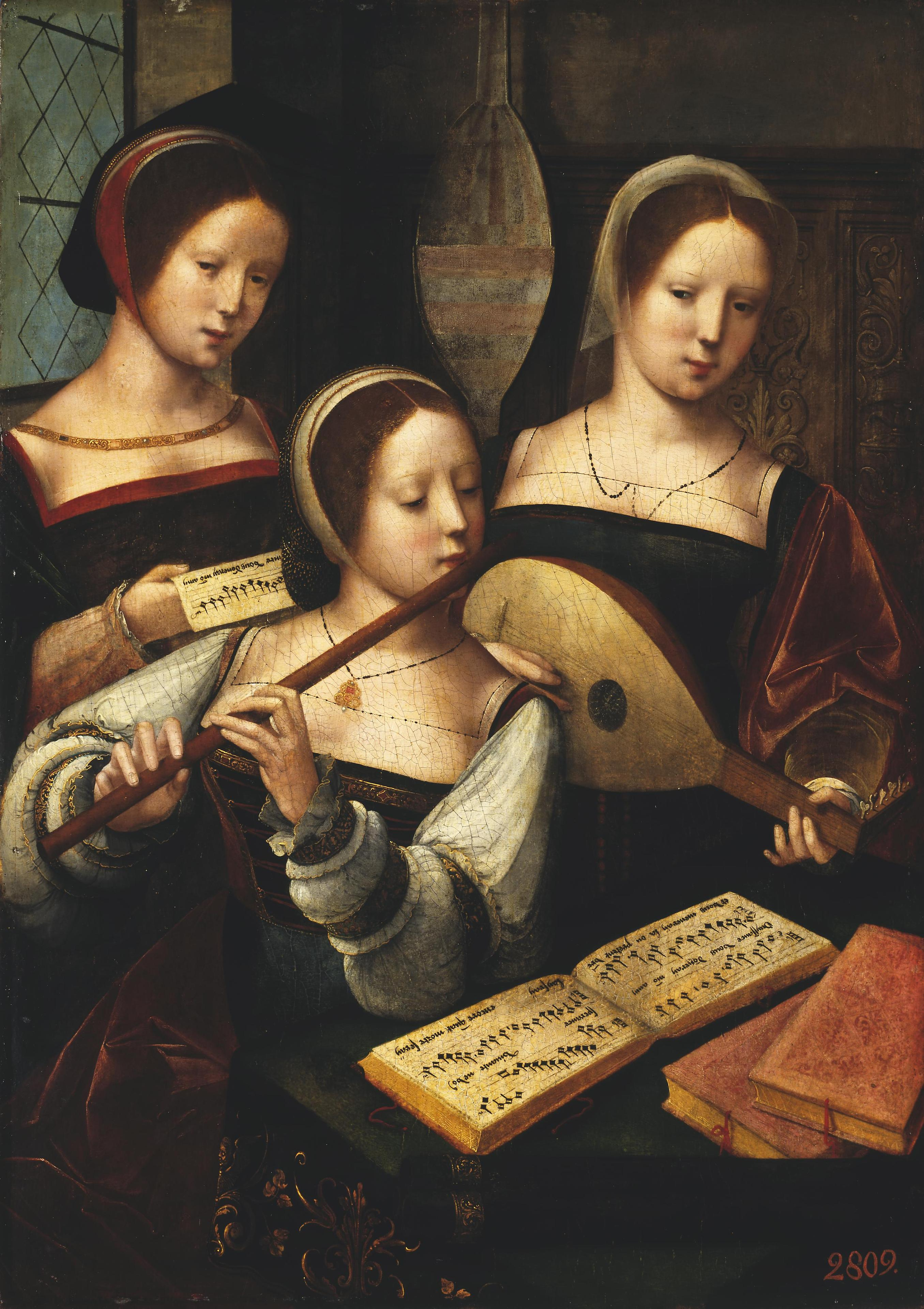
Мастер женских полуфигур. «Музыкантши». Эрмитаж

В прологе четвёртой книги «Пантагрюэля» Рабле изображает Сермизи на отдыхе в саду, в компании с другими французскими композиторами распевающим неприличную песню (шансон). Пьер Сертон в своём «Плаче на смерть Сермизи» называет его «большим мастером, знатоком [музыки] и великолепным композитором» (grand maistre, expert et magnificque compositeur), а его творческое наследие — «сокровищницей музыки» (le thresor de musique). О популярности музыки Сермизи среди современников свидетельствуют сохранившиеся интабуляции (и др. инструментальные обработки) во Франции (Пьер Аттеньян) и за её пределами (Франческо да Милано).
Сермизи написал популярную арию на стихи французского поэта Клемана Маро. Её исполняют девушки на картине «Музыкантши» Мастера женских полуфигур, хранящейся в Эрмитаже, — нотная и текстовая запись на картине прекрасно читаются.

## Издания
- Treize livres de motets parus chez Pierre Attaingnant en 1534 et 1535, ed. A. Smijers and A.T. Merritt. Paris; Monaco, 1934-64.
- Opera omnia, ed. G. Allaire and I. Cazeaux // CMM 52. 7 vls. American Institute of Musicology, 1970—2014.